# Georg Samuel Dörffel
Georg Samuel Dörffel (cunoscut, de asemenea, în referințele în limba engleză ca Georg Samuel Doerfel sau ca Georg S. Doerfel) (n. 21 noiembrie 1643, Plauen, Saxonia - d. între 6 și 16 august 1688, Weida, Turingia) a fost un cleric și astronom german, care a fost preocupat de cercetarea orbitelor planetelor și cometelor.

## Biografie
Fiu al unui pastor evanghelic, el a fost singurul dintre cei patru frați care au supraviețuit unei epidemii de ciumă. A devenit profesor particular și delegat al prințului de Brandenburg, activând, de asemenea, ca preot în localitățile rurale aflate în apropierea orașului său natal, Pleuen. A studiat la Leipzig și apoi la Jena, fiind student al profesorului Erhard Weigel. A obținut diploma de licență în 1663, cu o teză intitulată Exercitatio philosophica de quantitate motus gravitum, absolvind apoi studii de teologie în anul 1667.
Încă de la o vârstă foarte fragedă a arătat interes față de astronomie. În 1672 a publicat un studiu cu privire la cometa C/1672 E1, urmat de alte cinci lucrări între anii 1677 și 1682, în care a realizat calcule ale eclipselor de lună și calculul paralaxei planetelor și cometelor. Una dintre principalele sale realizări a fost demonstrarea faptului (contrar opiniei altor astronomi precum Gottfried Kirch) că cele două apariții succesive pe zi (dimineața și seara) în anul 1680 corespundeau aceluiași corp ceresc, cometa C/1680 V1, deducând că orbita sa este o parabolă cu focarul în Soare. Cu toate acestea, el nu s-a arătat hotărât în favoarea ideilor lui Nicolaus Copernic și le-a respins pe cele ale lui Tycho Brahe.
Importanța activității sale (bazate pe metode empirice) a fost umbrită de relevanța descoperirilor imediate ale lui Isaac Newton și a fost recunoscută de către astronomii francezi și germani doar la sfârșitul secolului al XVIII-lea.
În afară de activitatea sa astronomică, Dörffell a publicat, de asemenea, diverse texte teologice, inclusiv cel puțin o predică pentru o înmormântare, și o carte despre limba ebraică (Tirocinium accentuationis, ad lectionen biblicam practică acomodatum, Plauen, 1670).
El a fost căsătorit de trei ori, având zece copii cu ultima sa soție.

## Eponimie
- Asteroidul (4076) Dörffel descoperit în 1982 îi poartă numele.
- Craterul lunar Doerfel poartă acest nume în memoria lui.